# Ferran Bel Accensi
Ferran Bel Accensi (Tortosa, Tarragona, 1 de junio de 1965) es un político español, alcalde de Tortosa (2007-2018) y diputado en el Congreso durante la XI, XII y XIV legislaturas. También fue senador por Tarragona en la X legislatura. Desde octubre de 2023 es representante de PIMEC en Madrid.

## Biografía
Es licenciado en Ciencias Económicas y Empresariales por la Universidad de Barcelona, donde también ha hecho postgrado en hacienda autonómica y local.
En 1991 fundó una empresa desde la que ha ejercido como asesor fiscal. Ha sido profesor asociado de la Universidad de Barcelona y profesor de Régimen Fiscal de Empresas de la Universidad Rovira i Virgili de 1990 a 2005. Militante de Convergencia Democrática de Cataluña desde 1995, ha sido presidente local en 2002. En las elecciones municipales españolas de 2003 fue elegido concejal del ayuntamiento de Tortosa y portavoz del grupo municipal. En las elecciones municipales españolas de 2007 se convirtió alcalde de Tortosa con apoyo de ERC, cargo que revalidó en las elecciones municipales españolas de 2011 con mayoría absoluta, y en 2015 con mayoría simple. En el pleno extraordinario del 8 de febrero de 2018 hizo efectiva su renuncia al cargo de concejal y alcalde de la capital de las Tierras del Ebro.
Fue presidente del Consejo Comarcal del Baix Ebre entre 2003 y 2007. En las elecciones de 2011 fue elegido senador por CiU por la provincia de Tarragona, y en las elecciones generales de 2015 y 2016 fue elegido diputado por Democracia y Libertad. Desde octubre de 2023 es representante de PIMEC en Madrid.